# Liste des lignes d'Amtrak

Réseau d'Amtrak en 2016.

Amtrak opère 41 lignes ferroviaires interurbaines aux États-Unis et au Canada pour le transport de passagers. Ces lignes desservent 500 gares dans 46 états des États-Unis ainsi que dans trois provinces canadiennes.
La plupart des voies empruntées par les lignes d'Amtrak sont détenues par des compagnies ferroviaires tierces. Ainsi, en 2021, 72% de la distance parcourue par les trains d'Amtrak est réalisée sur des voies appartenant à des compagnies de fret. En échange, Amtrak verse un dédommagement aux propriétaires pour compenser la hausse des coûts d'entretien des voies induite par l'utilisation par Amtrak. 
Entre mai 2021 et avril 2022, Amtrak a transporté 11 609 800 personnes sur ses lignes.

## Lignes actuelles
Les lignes du service passager d'Amtrak sont divisées en trois catégories : 
- Les lignes du corridor nord-est faisant l'objet de subventions de la part du gouvernement fédéral ;
- Les lignes faisant l'objet de subventions de la part des États ;
- Les lignes de longue distance.

| Nom de la ligne       | Type                   | Origine             | Destination                | Passagers du 1er mai 2021 au 30 avril 2022    | Distance parcourue (km)                       |
| --------------------- | ---------------------- | ------------------- | -------------------------- | --------------------------------------------- | --------------------------------------------- |
| Acela Express         | Corridor nord-est      | Boston              | Washington                 | 1 050 600                                     | 742                                           |
| Adirondack            | Subventions régionales | Montréal            | New York                   | 0. Suspendue.                                 | 614                                           |
| Auto Train            | Longue distance        | Lorton              | Sanford                    | 164 600                                       | 1 470                                         |
| Berkshire Flyer       | Subventions régionales | New York            | Pittsfield                 | 0. Ligne estivale prévue pour ouvrir en 2022. | 306                                           |
| Blue Water            | Subventions régionales | Chicago             | Port Huron                 | 73 200                                        | 513                                           |
| California Zephyr     | Longue distance        | Chicago             | Emeryville (San Francisco) | 165 900                                       | 4 327                                         |
| Capitol Corridor      | Subventions régionales | Auburn              | San José                   | 342 600                                       | 274                                           |
| Capitol Limited       | Longue distance        | Chicago             | Washington                 | 81 900                                        | 1 291                                         |
| Cardinal              | Longue distance        | New York            | Chicago                    | 44 900                                        | 1 867                                         |
| Carolinian            | Subventions régionales | New York            | Raleigh                    | 136 000                                       | 870                                           |
| Cascades              | Subventions régionales | Vancouver           | Eugene                     | 196 000                                       | 757                                           |
| City of New Orleans   | Longue distance        | Chicago             | La Nouvelle-Orléans        | 87 000                                        | 1 506                                         |
| Coast Starlight       | Longue distance        | Seattle             | Los Angeles                | 174 700                                       | 2 271                                         |
| Crescent              | Longue distance        | New York            | La Nouvelle-Orléans        | 118 800                                       | 2 233                                         |
| Downeaster            | Subventions régionales | Brunswick           | Boston                     | 216 400                                       | 233                                           |
| Empire Builder        | Longue distance        | Chicago             | Portland Seattle           | 144 500                                       | 3 632 (vers Portland) 3 550 (vers Seattle)    |
| Empire Service        | Subventions régionales | Niagara Falls       | New York                   | 544 100                                       | 750                                           |
| Ethan Allen Express   | Subventions régionales | Rutland             | New York                   | 26 300                                        | 392                                           |
| Hartford Line         | Subventions régionales | New Haven           | Springfield                | 176 100                                       | 100                                           |
| Heartland Flyer       | Subventions régionales | Oklahoma            | Fort Worth                 | 31 800                                        | 333                                           |
| Hiawatha              | Subventions régionales | Milwaukee           | Chicago                    | 239 800                                       | 139                                           |
| Illinois Service      | Subventions régionales | Carbondale          | Chicago                    | 137 000                                       | 495                                           |
| Illinois Zephyr       | Subventions régionales | Chicago             | Quincy                     | 75 300                                        | 415                                           |
| Keystone Service      | Subventions régionales | New York            | Harrisburg                 | 413 100                                       | 317                                           |
| Lake Shore Limited    | Longue distance        | New York Boston     | Chicago                    | 153 600                                       | 1 637 (depuis Boston) 1 543 (depuis New York) |
| Lincoln Service       | Subventions régionales | Chicago             | Saint-Louis                | 250 900                                       | 453                                           |
| Maple Leaf            | Subventions régionales | New York            | Toronto                    | 206 100                                       | 875                                           |
| Missouri River Runner | Subventions régionales | Saint-Louis         | Kansas City                | 60 700                                        | 449                                           |
| Northeast Regional    | Corridor nord-est      | Boston              | Washington                 | 3 521 300                                     | 742                                           |
| Northeast Regional    | Subventions régionales | Lynchburg           | Washington                 | 103 100                                       | 362                                           |
| Northeast Regional    | Subventions régionales | Newport News        | Washington                 | 121 200                                       | 302                                           |
| Northeast Regional    | Subventions régionales | Norfolk             | Washington                 | 126 000                                       | 359                                           |
| Northeast Regional    | Subventions régionales | Richmond            | Washington                 | 36 600                                        | 188                                           |
| Pacific Surfliner     | Subventions régionales | San Luis Obispo     | San Diego                  | 802 700                                       | 561                                           |
| Palmetto              | Longue distance        | New York            | Savannah                   | 155 500                                       | 1 334                                         |
| Pennsylvanian         | Subventions régionales | New York            | Pittsburgh                 | 93 000                                        | 747                                           |
| Pere Marquette        | Subventions régionales | Chicago             | Grand Rapids               | 41 600                                        | 284                                           |
| Piedmont              | Subventions régionales | Raleigh             | Charlotte                  | 114 000                                       | 189                                           |
| San Joaquins          | Subventions régionales | Oakland Sacramento  | Bakersfield                | 374 700                                       | 507 depuis Oakland 454 depuis Sacramento      |
| Silver Meteor         | Longue distance        | New York            | Miami                      | 79 200                                        | 2 235                                         |
| Silver Star           | Longue distance        | New York            | Miami                      | 219 200                                       | 2 449                                         |
| Southwest Chief       | Longue distance        | Chicago             | Los Angeles                | 108 200                                       | 3 719                                         |
| Sunset Limited        | Longue distance        | La Nouvelle-Orléans | Los Angeles                | 39 200                                        | 3 256                                         |
| Texas Eagle           | Longue distance        | Chicago             | Los Angeles                | 129 400                                       | 4 442                                         |
| Vermonter             | Subventions régionales | Saint Albans        | Washington                 | 45 400                                        | 978                                           |
| Wolverine             | Subventions régionales | Chicago             | Pontiac                    | 188 000                                       | 484                                           |